# Abdij van Hautvillers
De Abdij van Hautvillers (Frans: Abbaye de Saint Pierre d'Hautvillers) is een voormalige abdij van de benedictijnen op 7 kilometer van Épernay en 20 kilometer van Reims. Deze in het Département Marne gelegen abdij wordt de "geboorteplaats van de Champagne" genoemd, omdat de monnik Dom Pierre Pérignon (1639-1715) daar van 23 mei 1668 tot zijn dood de keldermeester was. Dom Pérignon experimenteerde met bijzonder sterke flessen, die een tweede gisting op fles konden verdragen. Deze flessen werden met de aan hem toegeschreven kurk, de muselet, afgesloten. De muselet is een constructie van ijzerdraad, die de kurk stevig op de fles houdt.
In het klooster woonde ook Dom Thierry Ruinart, oom van de grondlegger van Ruinart, het oudste champagnehuis. 
Dat de niet bijzonder vermaarde 'stille' champagne als een dure mousserende wijn kan worden verkocht, dankt de streek aan de innovaties die in de kelder van de abdij van Hautvillers werden uitgedacht.

## Geschiedenis
De abdij werd in 650 gesticht door Sint Nivard, aartsbisschop van Reims (Saint-Nivard, neef van de Franse koning Dagobert). Ze ontstond vermoedelijk naar aanleiding van een profetisch visioen van de aartsbisschop. 
"De abdij leefde volgens de regel van Sint Vanne en Sint Hydulphe, een hervorming die in 1604 in Lotharingen ontstond uit de regel van Sint Benedictus. Tijdens een pelgrimstocht naar Rome stal Teutgise, een monnik van het klooster van Hautvillers, enkele relikwieën van Sint Helena om ze in 841 terug te brengen naar de abdij. (…)"
De abdij kende meerdere bouw- en herbouwfasen. Tijdens de 17e eeuw bevond de abdij zich in een periode van heropleving, waarin zowel spiritueel als architecturaal belangrijke inspanningen werden geleverd. De gebouwen kregen herstellingen en aanpassingen die het werk van de monniken, waaronder de wijnproductie, ondersteunden. "(…) dankzij donaties van Catharina de Medici. De abdij bereikte een nieuw hoogtepunt aan het einde van de 17e eeuw, alvorens in 1793 te worden ontmanteld." door de nationalisatie na Franse Revolutie. De monniken werden weggestuurd en het onroerend goed viel in 1794 in handen van de wijnhandelaar Jean-Remy Moët. Zo kwam het bezit in handen van het wijnhuis Moët & Chandon dat in de abdijkerk een wijnmuseum vestigde.

## Cave Thomas

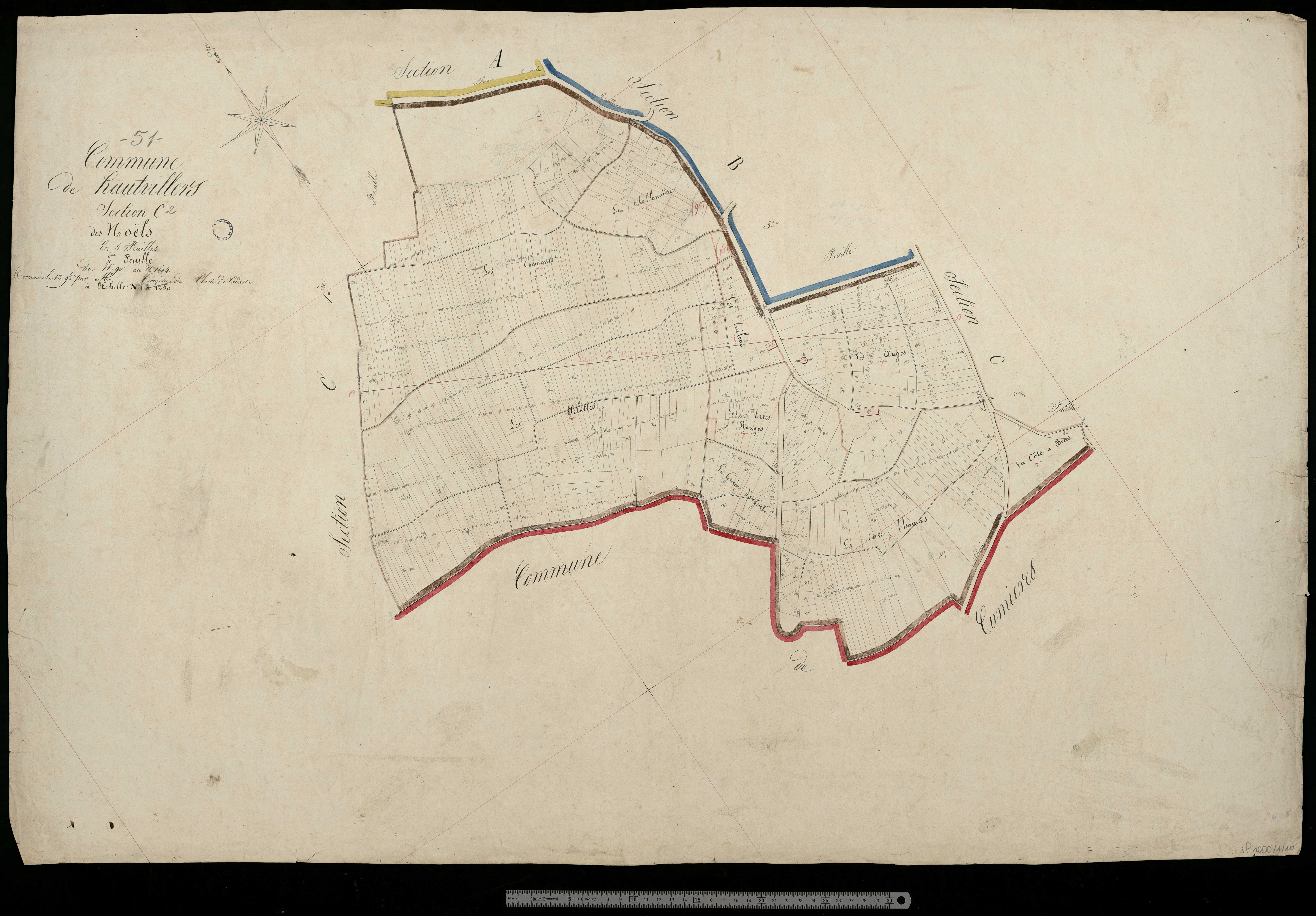
Kadastraal plan Hautvillers met de lieu-dit "La Cave Thomas".

Cave Thomas (Nederlands: Kelder van Thomas) is historisch gezien de eerste speciaal gebouwde ondergrondse wijnkelder in de Champagnestreek. Hij werd gebouwd onder leiding van Dom Pierre Pérignon aan het einde van de 17e eeuw rond 1673. Hij is gelegen op ongeveer 800 meter ten zuiden van de abdij (in de lieu-dit La Cave Thomas) en werd uit de kalkrijke hellingen onder het dorp gehouwen. De hoofdgalerij had een lengte van 34 meter en een breedte van 6 meter, wat voldoende ruimte bood om tot 500 wijnvaten te huisvesten.
De oprichting van Cave Thomas betekende een belangrijke vooruitgang in de wijnproductiemethoden van die tijd. Door wijnen in een ondergrondse omgeving met constante, koele temperaturen op te slaan, wilde Dom Pérignon de kwaliteit en houdbaarheid van de wijnen verbeteren. Deze innovatieve aanpak legde de basis voor moderne champagneproductietechnieken, waarbij gecontroleerde rijpingsomstandigheden centraal staan.
Vandaag de dag blijft de erfenis van Cave Thomas voortleven als een eerbetoon aan Dom Pérignons pioniersgeest en zijn bijdrage aan de champagne-industrie. De kelder blijft een symbool van de vroege technologische innovaties die hebben bijgedragen aan de uitzonderlijke reputatie van Champagne.

## Erkenning
Sinds 2015 zijn zowel de abdij als de kelder een onderdeel van het UNESCO-werelderfgoed “Heuvels, huizen en kelders van de Champagne”. De abdij staat in een gemeente die deel uitmaakt van de inschrijving, maar wordt ook apart benoemd. Ook de kelder wordt benoemd als een ondergronds deel van het erfgoed.

Les vignobles historiques comprennent les premiers aires de viticultures, les villages d'Hautvillers, Aÿ et Mareuil-sur-Ay et le clos et les vestiges de l'abbeye de d'Hautvillers, le chateau de Montobello ainsi que l'infrastructure viticole (...) Le patrimoine souterrain comprend plusieurs caves, parmi lesquelles il faut mentionner la cave Thomas, la plus ancienne des caves creusées spécifiquement pour stocker le champagne (1673) et la cave du château de Montebello (1770-1780).
(Tot de historische wijngaarden behoren de eerste wijnbouwgebieden, de dorpen Hautvillers, Aÿ en Mareuil-sur-Ay en de kloostergang en de overblijfselen van de abdij van Hautvillers, het kasteel van Montebello en de wijnbouwinfrastructuur (...). Het ondergrondse erfgoed omvat meerdere kelders, waaronder de Cave Thomas, de oudste kelder die speciaal werd uitgegraven voor de opslag van champagne (1673), en de kelder van het kasteel Montebello (1770-1780).)
— Heuvels, huizen en kelders van de Champagne

## Galerij

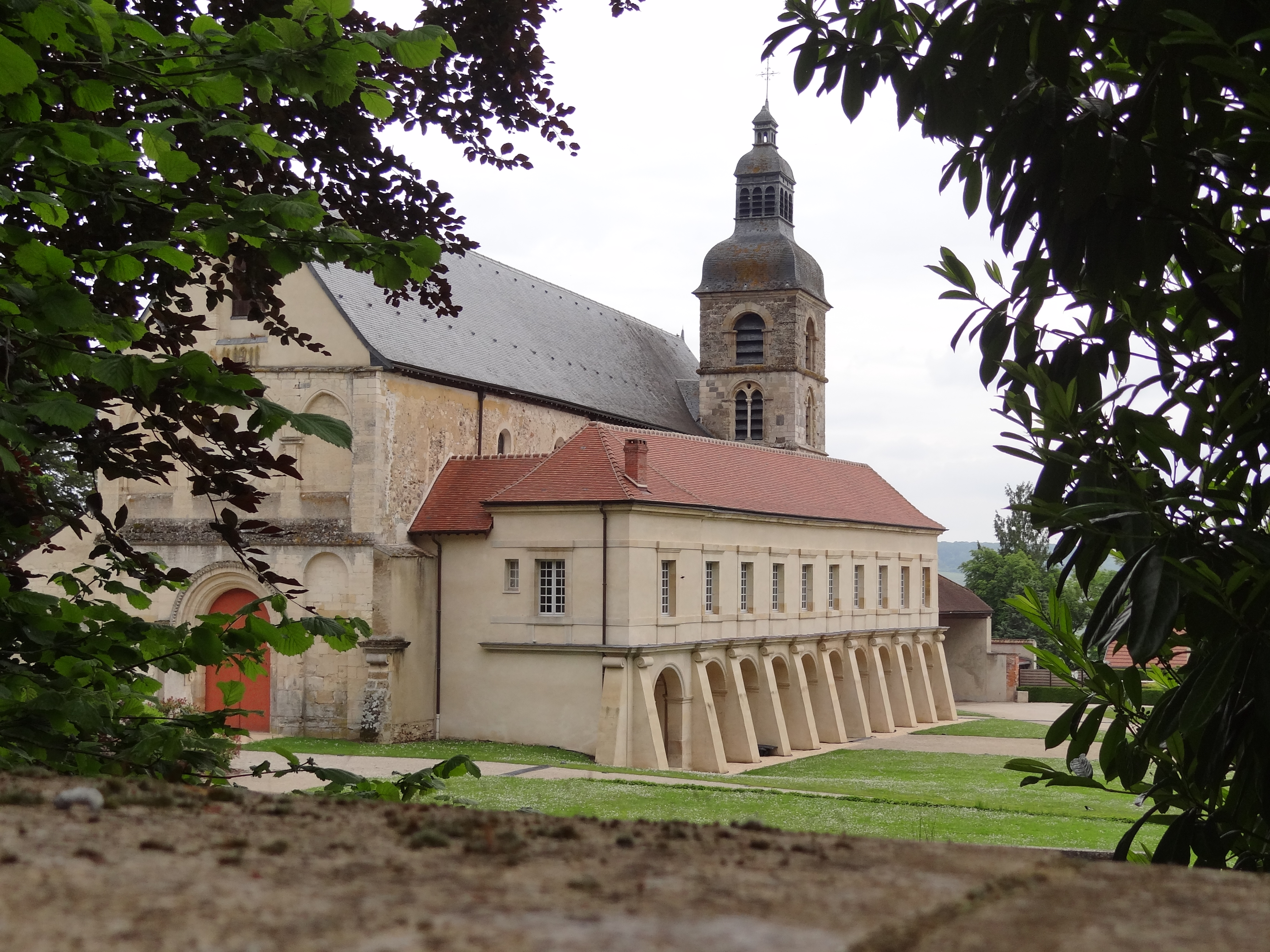
Buitenaanzicht
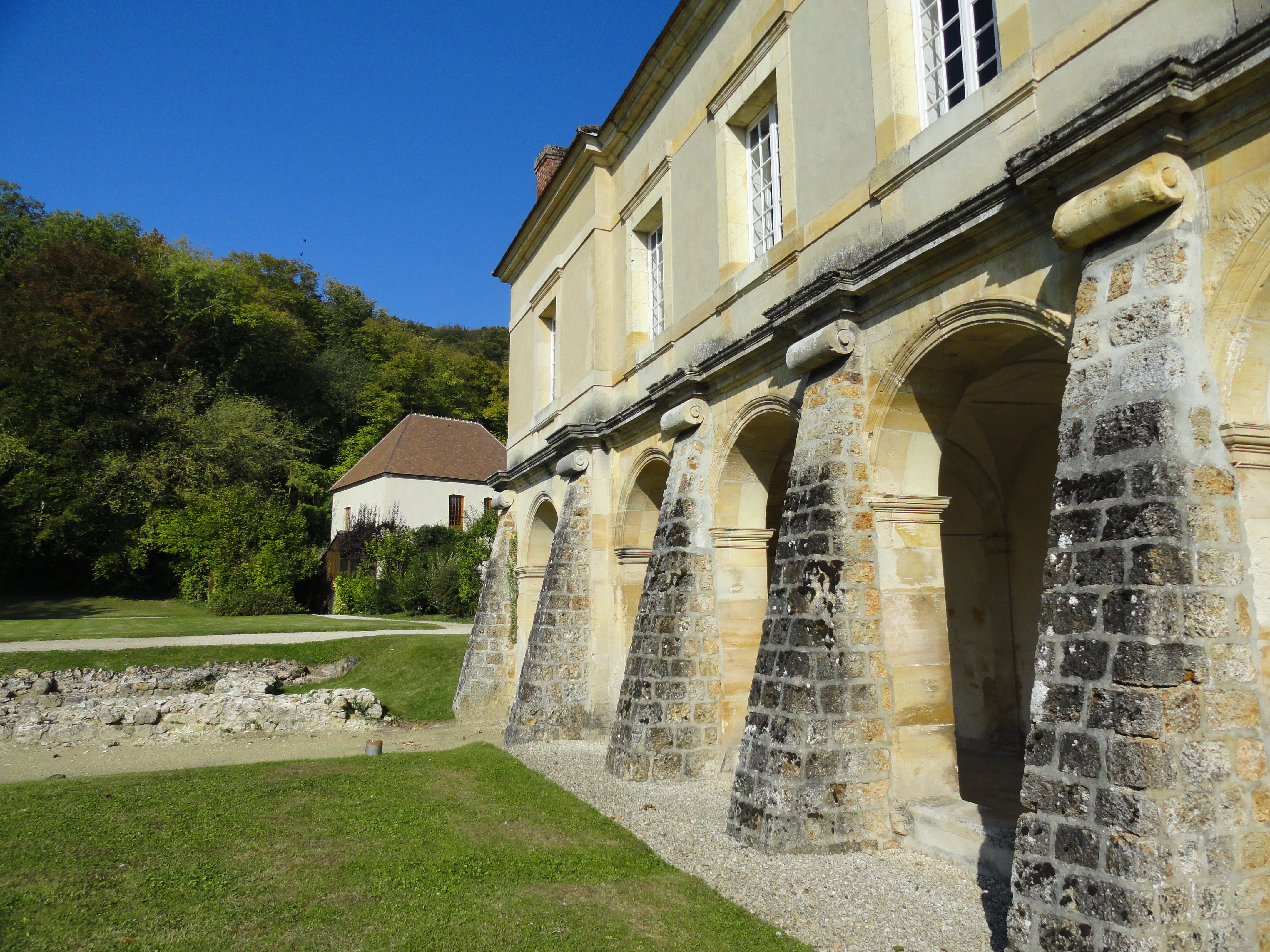
Kloostergang
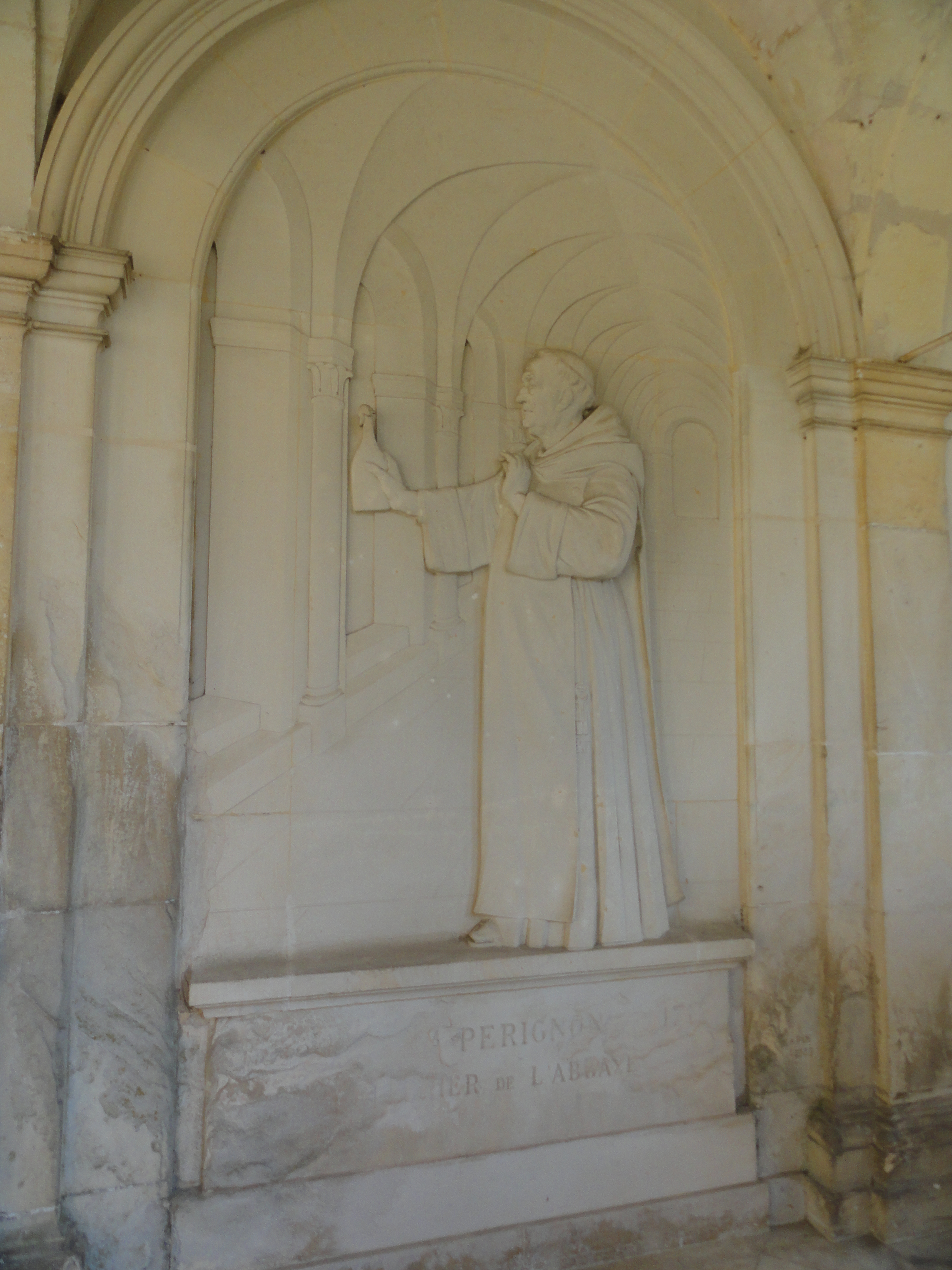
Bas-relief Dom Pérignon
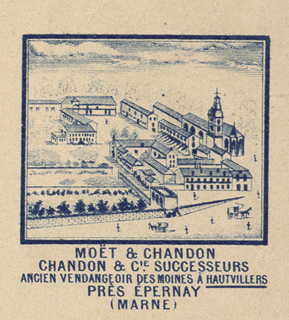
Oud plan

Mont-Saint-Michel en baai · Kathedraal van Chartres · Paleis en park van Versailles · Basiliek van Vézelay op de colline éternelle · Prehistorische locaties en beschilderde grotten in de Vézèrevallei · Paleis en park van Fontainebleau · Kathedraal van Amiens · Romeins theater en omgeving en de triomfboog van Orange · Arles, Romeinse en romaanse monumenten · Cisterciënzer Abdij van Fontenay · Zoutziederij Salins-les-Bains en Koninklijke zoutziederij Arc-et Senans · Place Stanislas, Place de la Carrière en Place d'Alliance in Nancy · Abdijkerk van Saint-Savin-sur-Gartempe · Golf van Porto: Calanches de Piana, Golf van Girolata, Natuurreservaat Scandola · Pont du Gard · Straatsburg: Grande-Île · Parijs: oevers van de Seine · Kathedraal Notre Dame, Abdij van Saint-Remi en Paleis van Tau in Reims · Kathedraal van Bourges · Historisch centrum van Avignon · Canal du Midi · Historische vestingstad Carcassonne · Nationaal park Pyrénées-Mont Perdu · Pelgrimsroutes in Frankrijk naar Santiago de Compostella · Historisch Lyon · Rechtsgebied van Saint-Émilion · Loiredal tussen Sully-sur-Loire en Chalonnes-sur-Loire · Provins, stad van middeleeuwse jaarmarkten · Le Havre, stad herbouwd door Auguste Perret · Belforten in België en Frankrijk · Bordeaux, Port de la Lune · Vestingwerken van Vauban · Lagunes van Nieuw-Caledonië: rifdiversiteit en ecosystemen · Bisschopsstad Albi · Pitons, cirques en "remparts" van het eiland Réunion · De Causses en de Cevennen, mediterraan agropastoraal cultuurlandschap · Prehistorische paalwoningen in de Alpen · Steenkoolbekken van Nord-Pas-de-Calais · Beschilderde grot van de Pont d'Arc, bekend als de Grotte Chauvet-Pont-d’Arc, Ardèche · De climats van de wijnstreek Bourgogne · Heuvels, huizen en wijnkelders van Champagne · Architecturaal werk van Le Corbusier · Taputapuātea · Tektonisch landschap Chaîne des Puys en Limagnebreuklijn · Franse Zuidelijke Gebieden en Zeeën · Historische kuuroorden van Europa (Vichy) · Vuurtoren van Cordouan · Nice, winterbadplaats aan de Rivièra  · Oude en voorhistorische beukenbossen van de Karpaten en andere regio's van Europa ·  Te Henua Enata - De Markiezeneilanden